# Studentenlizenz
Studentenlizenzen oder Schülerlizenzen sind Softwarelizenzen, die von Software-Herstellern Zielgruppen aus Bildungsbereichen zu niedrigeren Preisen angeboten werden.

## Bezugsberechtigung
Meistens sind beim Kauf von Studentenlizenzen durch Schüler, Studenten oder Lehrer Nachweise zur Bezugsberechtigung zu erbringen. Als Nachweis gelten je nach Regelung der Hersteller die Einreichung oder Vorlage institutioneller E-Mail-Adressen, eines gültigen Schülerausweises, Studentenausweises oder einer Immatrikulationsbescheinigung bzw. des Nachweises über eine Tätigkeit als Dozent oder Lehrer.

## Nutzungsrecht
Die Studentenlizenzen entsprechen in der Regel dem vollen Funktionsumfang der herkömmlichen Produktversionen, unterscheiden sich jedoch zum Teil in den Nutzungsrechten und Lizenzbedingungen. So ist in den meisten Fällen beispielsweise die kommerzielle Nutzung nicht gestattet.